# Glanzende korstkogelzwam
De glanzende korstkogelzwam (Eutypa lata) is een schimmel behorend tot de familie Diatrypaceae. Hij leeft necrotroof parasiet op takken en takjes van een breed spektrum aan loofbomen, zoals populier (Populus), appel (Malus), wilg (Salix), esdoorn (Acer), etc. 

## Taxonomie
Dit taxon werd voor het eerst gediagnosticeerd in 1796, door Christiaan Hendrik Persoon en noemde het Sphaeria lata. De huidige naam, erkend door de Index Fungorum, werd er in 1863 aan gegeven door Louis René Tulasne en Charles Tulasne.

## Kenmerken
Het wordt gevonden in verspreide kussentjes op hout of schors. In hout zorgt het ervoor dat het oppervlak omhoog komt, waardoor zwarte, lage en bolle kussens ontstaan. De onderstammen breken door de schors en scheuren deze uit elkaar. Ostiolen zichtbaar, 120 tot 180 µm in diameter en 50 tot 150 µm hoog, bolvormig of kegelvormig, heel of gegroefd, nooit kruisvormig. Perithecia zijn merendeels rond en gaaf, diameter (300–) 400–600 (–700) µm. Ze vormen een enkele laag, liggen dicht bij elkaar en zijn soms vervormd door contact met andere perithecia. In perithecia zijn zeer dunwandige en smelten vaak samen op het moment van rijping.  
De asci zijn 8-sporig (30–) 40–60 × 5–7 µm (sporenbevattend deel, met een lange, taps toelopende hals van 70 tot 120 µm lang en met een kleine apicale ring). De ascus is I+. De ascosporen zijn worstvormig, ongesepteerd, lichtgeel, dunwandig, gladwandig en meten  (6,2–) 8–11 × 1,5–2,2 µm. De conidia meten 20 tot 30 µm.

## Verspreiding
Het grootste aantal vindplaatsen wordt gegeven in Noord-Amerika en Europa, en de soort is ook waargenomen in Marokko, het Indiase schiereiland, Australië en Nieuw-Zeeland.
In Nederland komt de glanzende korstkogelzwam matig algemeen voor. Hij staat op de rode lijst in de categorie 'Bedreigd'.